# Джог
Джог е най-големият водопад в Индия и един от най-големите водопади на планетата. Разположен е на река Шаравати в западната част на щата Карнатака, в района на планинската верига Западни Гхати в южна Индия. Джог е сред най-високите водопади в света. Височината му е около 253 метра. По този показател той е около 6 пъти по-висок от Ниагара (между Канада и САЩ) и 2,5 пъти по-висок от Виктория (между Замбия и Зимбабве) Състои се от 4 главни пада, разделени на няколко каскади, чиито брой се променя по време на мусоните.

## Периодична мощност
Джог е сред най-мощните водопади на нашата планета. Количеството вода, което се излива през него, е в зависимост от сезоните. Когато през май в южна Индия настъпи сезона на мусоните, в Западните Гати започват почти всекидневни дъждове, нивото на река Шаравати се повишава понякога с повече от 3 метра, и дебитът ѝ нараства значително. Поради тази причина през дъждовния период Джог е един от най-мощните водопади в света, като излива 1023 куб. метра вода на секунда. През сухия сезон обаче дебитът му намалява повече от 5 пъти и през този период той далеч не изглежда толкова впечатляващо.
Джог е привлекателна туристическа атракция и същевременно източник на електрическа енергия. Поради изключителният си хидроенергиен потенциал, край него е изградена голяма водно-електрическа централа.